# 沃格爾冰川
65°0′S 63°10′W / 65.000°S 63.167°W
沃格爾冰川（Vogel Glacier），是南極洲的冰川，位於葛拉漢地的丹科海岸，最終在威廉斯角東南面6公里注入弗蘭德雷斯灣，在1952年繪入阿根廷政府地圖，現時由南極條約體系管理。